# Isturgia quadripunctaria
Isturgia quadripunctaria är en fjärilsart som beskrevs av Fuchs 1899. Isturgia quadripunctaria ingår i släktet Isturgia och familjen mätare. Inga underarter finns listade i Catalogue of Life.